# Bury Me Now
Pistes de Chœurs
Éros Dionysos
Bury Me Now est la douzième chanson de l'album Chœurs de Bertrand Cantat, Pascal Humbert, Bernard Falaise et Alexander MacSween conçu pour constituer les chœurs antiques de la trilogie « Des femmes » de Sophocle adaptée et mise en scène en 2011 par Wajdi Mouawad. Elle illustre Antigone, le second volet de la trilogie.

## Argument
Antigone a outre-passé l'ordre de son oncle Créon en enterrant son frère Polynice. Découverte, elle est condamnée par Créon à être à son tour enterrée vivante dans le tombeau des Labdacides, afin de ne pas être tuée de ses mains. Antigone emmurée se pend et quelques jours plus tard, à l'ouverture du tombeau apercevant le corps, Hémon, fils de Créon et fiancé d'Antigone, se tue à son tour.
C'est la seule chanson de l'album intégralement composée par Bertrand Cantat. Elle est inspirée de la deuxième antistrophe et de l'épode du dialogue lyrique d'Antigone avec le chœur,. Commençant doucement par un léger accord de huit notes, elle utilise ensuite un style rock intense, assez proche du hard rock, aux sons de basse et de batterie particulièrement puissants. C'est le titre le plus intense de la trilogie revue par Mouawad et de l'album Chœurs. Elle fut particulièrement remarquée par la critique en raison de sa symbolique au regard de la vie de Cantat depuis 2003 et des polémiques nées de ses retours sur scène après avoir purgé sa peine. Des critiques ont vu dans les hurlements de Cantat une position « proche d'une catharsis ».

## Musiciens ayant participé à la chanson
- Bertrand Cantat, chant, guitare, harmonica
- Pascal Humbert, basse, contrebasse
- Bernard Falaise, guitare
- Alexander MacSween, batterie, percussions